# 夢と冒険!アメリカ大横断
『夢と冒険！アメリカ大横断』（ゆめとぼうけん！あめりかだいおうだん）とは、1976年7月11日に日本テレビ系単発番組枠「日曜スペシャル」で放映された特別番組。正式名称は『米建国二百年記念・夢と冒険!アメリカ大横断 - 奇跡の七人大成功』。コカコーラボトリング（日本コカ・コーラ）一社提供番組。

## 概要

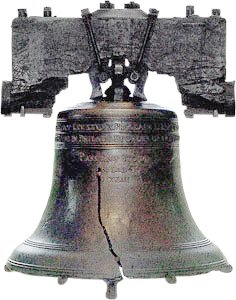
7人は自由の鐘を目指し5つもの関門に挑戦してゆく

1976年はアメリカ合衆国建国200周年と共に、コカ・コーラが創業90周年を迎える記念すべき年であった。それを記念して、日本コカ・コーラから特別番組を放映したいとの申し出が日本テレビに寄せられる。これに対し、制作会社のテレビマンユニオン側は「新しいアメリカを知る」という基本コンセプトの下、アメリカ大陸6400キロを横断する企画提案を実行。
大型キャンピングカーと2台のワゴンを用意し、1か月程度の旅を続けるチームを作り、面接で採用された様々な経歴を持った老若男女7人の日本人が建国200年を迎えるアメリカを巡るという、当時としては破格の規模を誇る番組を制作することとなる。
番組は伊丹十三がナビゲーターを務め、選ばれた7人がサンフランシスコを振り出しに国内5箇所で約1か月を費やしトライアルに挑戦。
1976年7月4日フィラデルフィアインディペンデンスホールで開かれたアメリカ200年祭（司会チャールトン・ヘストン）にて鐘を鳴らし、大団円を迎えるというものであった。

## 出演者
- ナビゲーター - 伊丹十三[4][7]
- 団長 - 古木俊雄（当時67歳。九州の教育評論家）[4]
- 三雲孝江（当時22歳。上智大学外国語学部フランス語学科在学中）[4][7]
- 松村鈴子（当時18歳。ミュンヘンオリンピック水泳女子200m背泳ぎ出場）[4][7]
- 長門百合子（当時55歳。京都市中京区先斗町の料理店経営者。「豆奴」とも）[4]
- 高橋淳（当時53歳。テストパイロット。戦時中は予科練に所属[8]）[4]
- 佐藤允（当時42歳。岡本喜八監督映画で活躍した俳優）[4]
- 佐布繁男（当時21歳。鳶職）[4]

## トライアルの詳細

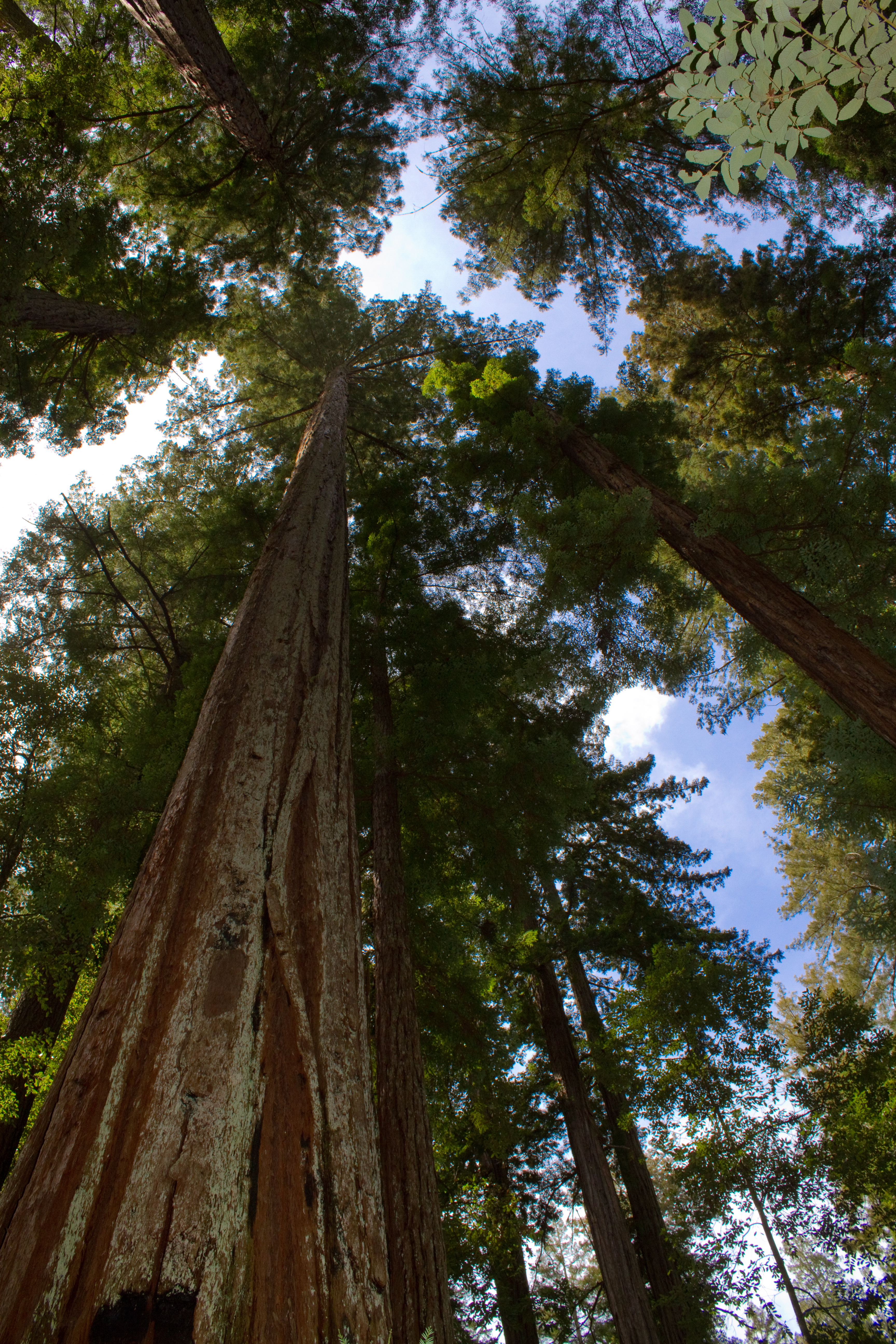
7人の前に立ちはだかったセコイアの森

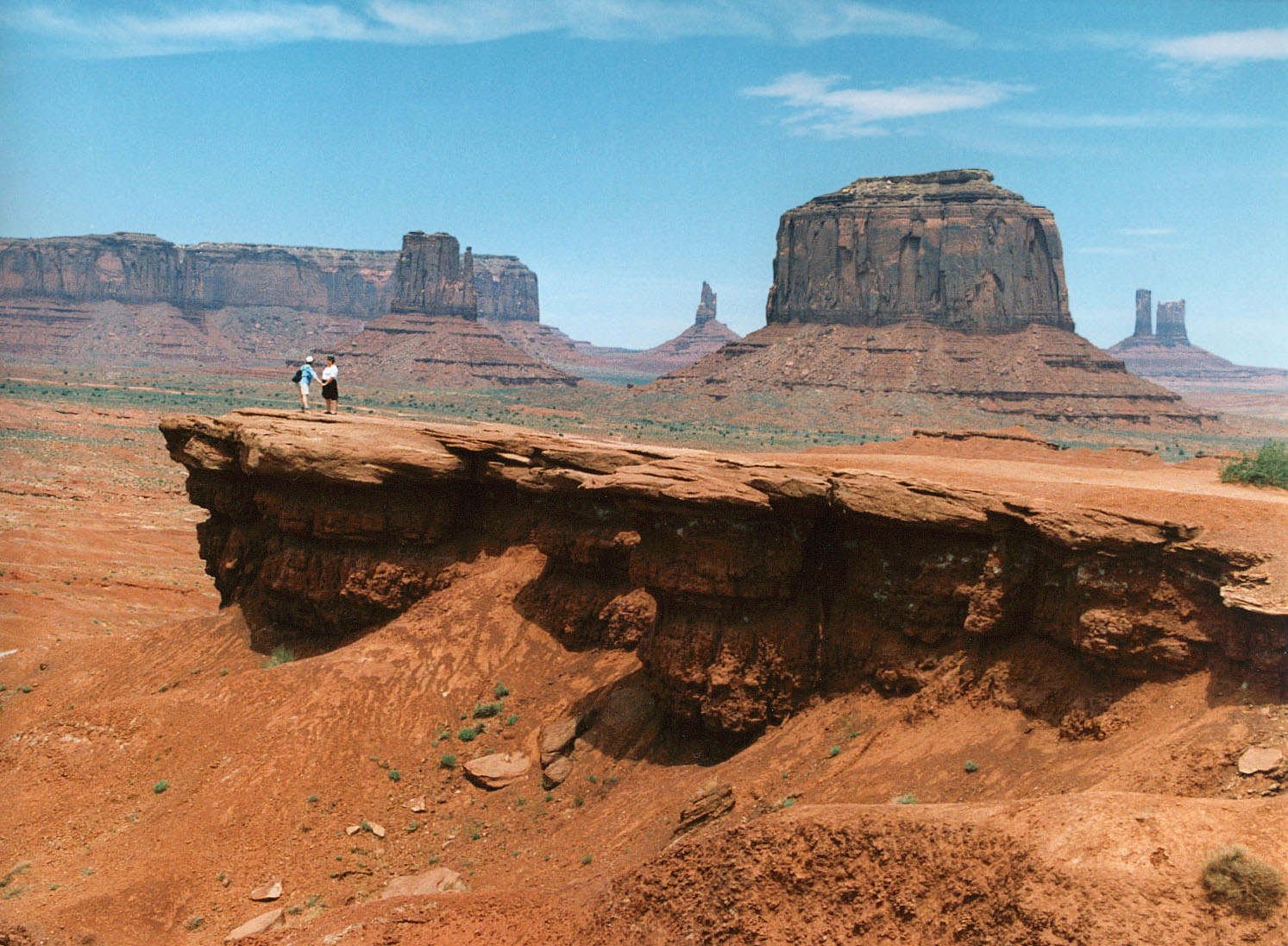
メサ

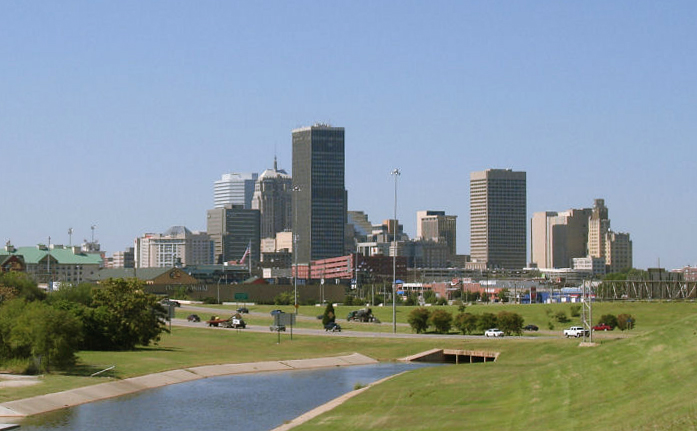
オクラホマのスカイライン

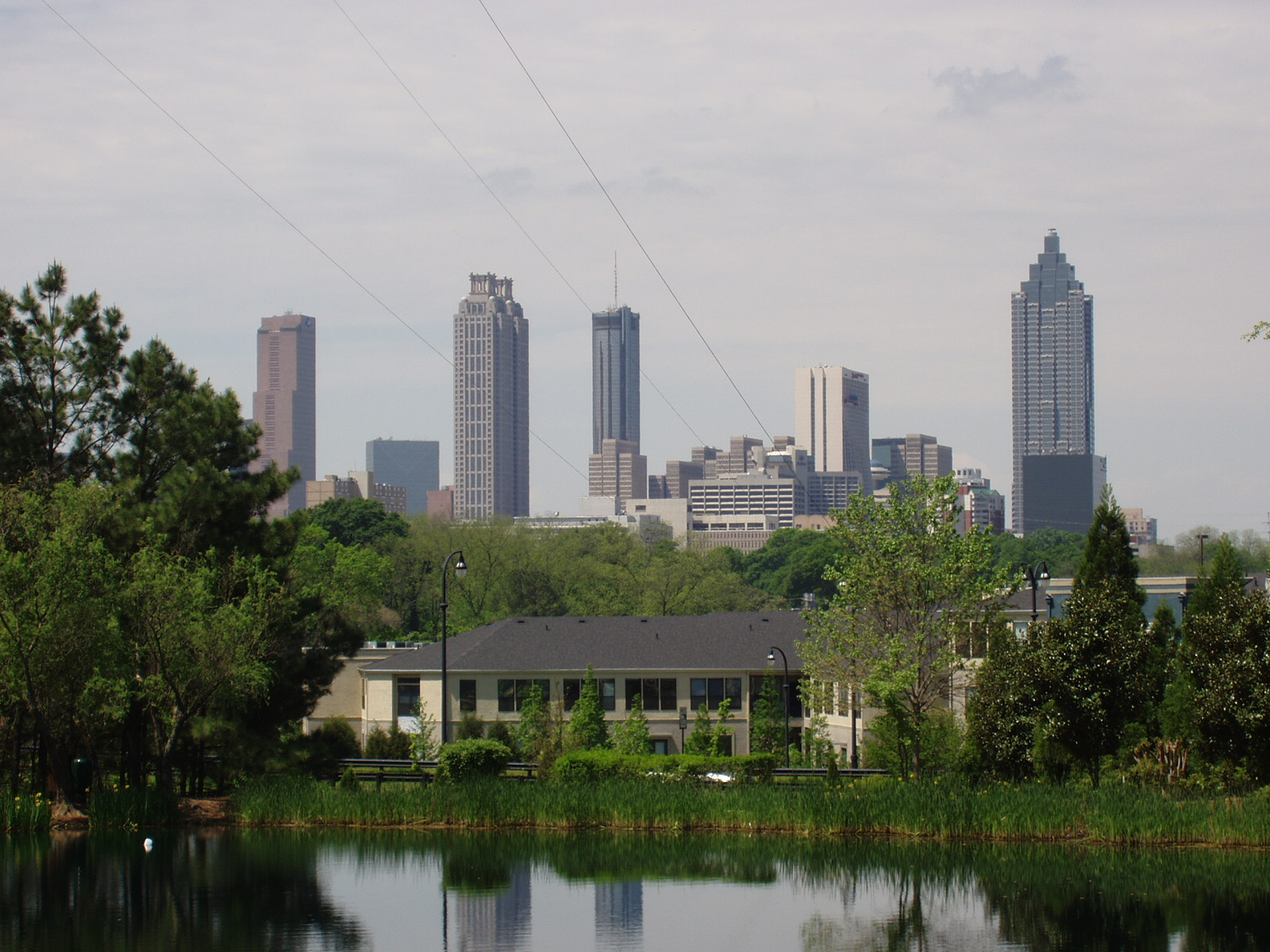
アトランタのダウンタウン

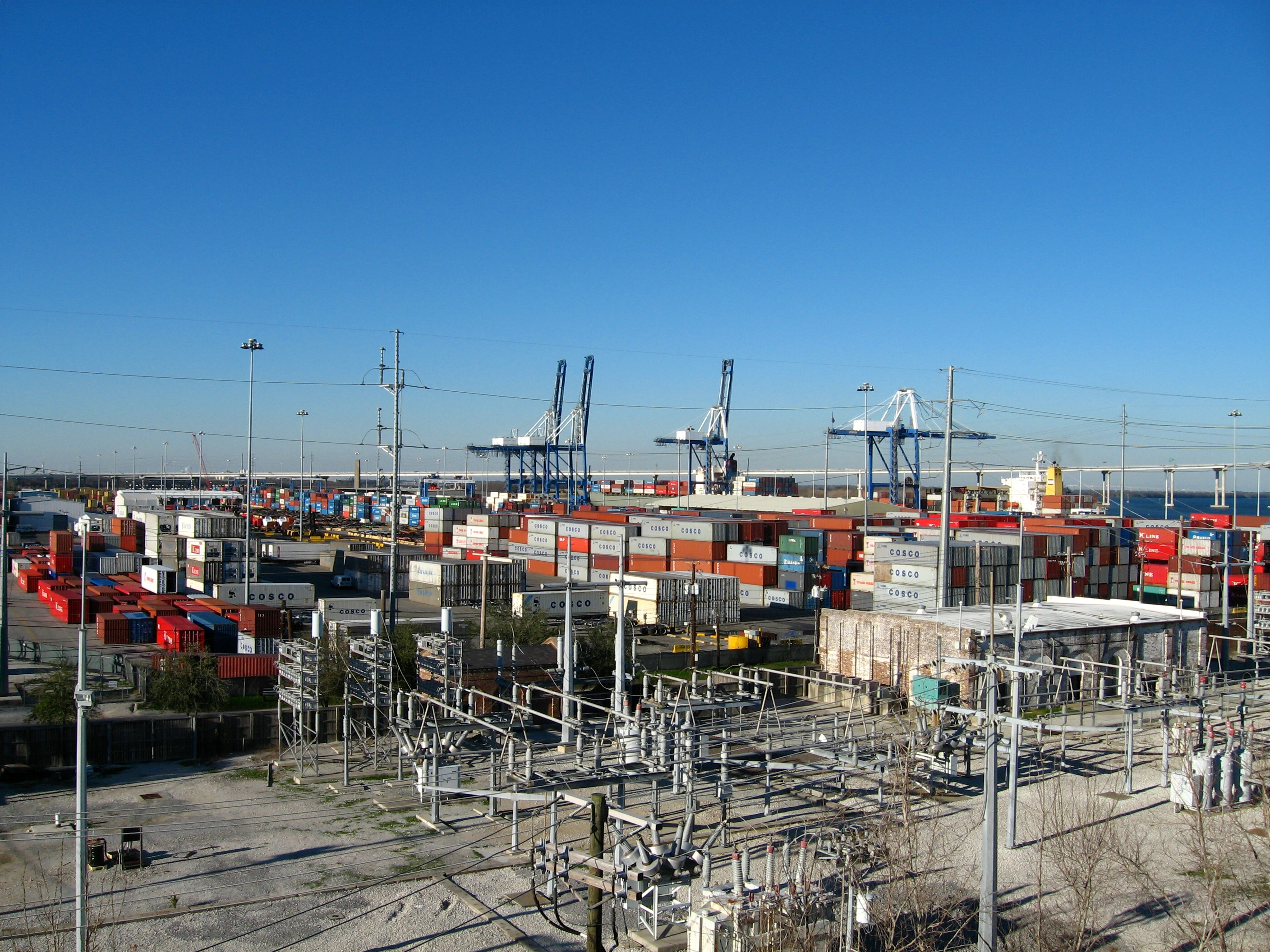
チャールストンから望む大西洋

### 第1メッセージ（6月5日）
「サンフランシスコ近郊のユーレイカにあるセコイアの森で、樹齢1000年を越える1本の木を許可を得て伐採」。
英語の堪能な三雲が伐採方法を専門家から聞き出し、佐藤と佐布が大木を無事切り落とす。

### 第2メッセージ
「砂漠の岩山の上でおいしいオンザロックを飲む」。
アルバカーキ近くの西部劇で知られる巨大なメサにヘリコプターで降下。そこに小型飛行機を操縦する高橋が氷を運び、メサの頂上に落とし全員でオンザロックを飲み干して指令を完了した。

### 第3メッセージ
「日本に大豆を輸出していることでも知られる、オクラホマにて豆腐作り」。
古木団長が得意の中国語を使って中国料理店からにがりを入手。広大な大豆畑で豆腐作りに励み無事完成、現地の農園主と共に冷奴を頬張った。

### 第4メッセージ
「アトランタで現地のアメリカ人におてもやんを伝授」。
ラスベガスでエルビス・プレスリーのショーを毎年必ず最前列で見てきたという長門が、アトランタの劇場でおてもやんを見事に披露。ショーダンサーらもそれを完璧に再現し、劇場に大拍手が起きた。

### 最終メッセージ（6月30日）
「大陸を横断し、東海岸チャールストンで大西洋を泳ぎ切る」。
松村が全員を代表して大西洋を気持ち良く泳ぎ、遂にアメリカ本土の横断が完了した。

## 放映日時・放送していたネット局
- 1976年7月11日 14:15 - 15:40（JST） - 日本テレビ、宮城テレビ放送、テレビ岩手、福島中央テレビ、山梨放送[1]
  - 信越放送の放映時間は15:30 - 16:55（JST）[1]

## スタッフ
- 演出・ディレクター - 白井博[4][7]
- カメラマン - 佐藤利明[4]
- チームスタッフ - 土橋正道[4]、稲塚秀孝[4]

## エピソード
- ロケーション中はカメラの故障[10]をはじめ、総勢20人以上の航空券をレンタカーの中に置き忘れたり、収録済のVTRを紛失したり（VTRは後に無事発見）とトラブルが絶えなかった[7]。テレビマンユニオンは本番組の制作を通じて、グループ海外移動撮影のノウハウを学んだとされる[7]。
- ナビゲーターを務めた伊丹にとっては、本番組が特に感慨が残るものとなっており、最後に「アメリカ人というのは、自分が国家につながっていると思っている。『それがすごい』というのをこの旅でしっかりと知らされた」とのコメントを述べている[2]。また、郷里の愛媛県松山市にある伊丹十三記念館には、ロケーション中に長男の万作（当時4歳）へ宛てた14通の葉書が展示[11]。

## 影響
キャンピングカーでアメリカ大陸を横断するというスケールの大きな企画は当時、日本のテレビ史上類を見ないものとして成功を収めた。テレビマンユニオンはこの番組収録で培ったノウハウを元手に、日本テレビが総力をかけて企画を練っていた大型番組の制作に名乗りを上げることとなる。『アメリカ横断ウルトラクイズ』（1977年 - 1992年、1998年）である。
同番組で総合演出を手掛けた加藤就一や出題者を務めた福留功男によると、海外ロケスタッフ50名を1か月近く拘束するには、日本テレビのみでは不可能との結論に到達。そのため、複数の番組制作会社に声を掛けたの中の1つがテレビマンユニオンであったという。
福留の回想では、余りにも常軌を逸した規模での番組作りであるため、当初はどの会社も二の足を踏む事態となっていたところ、同社の重延浩が「このリスクを、瞬時に解決していくことこそ、テレビ屋の仕事だと思った」として決断したとしている。なお、『ウルトラクイズ』制作に関してはテレビマンユニオンが1987年開催の第11回大会まで担当。